# Galomaro
Galomaro (również Cossé) – miasto w Gwinei Bissau, w regionie Bafatá. Galomaro jest stolicą rozległego sektora o powierzchni 507 km², który zamieszkuje 14554 osób. Większość mieszkańców pochodzi z ludów Fulbe i Mandinka.